# Gerhard 4. af Holsten
Gerhard 4. af Holsten (ca. 1277 - 1323), var greve af Holsten-Plön fra 1312 indtil sin død. 

## Liv
Gerhard var den ældste søn af Gerhard 2. af Holsten og dennes hustru, Ingeborg Valdemarsdatter af Sverige (sv). Han arvede Holsten-Plön; den 7. juni 1314 solgte han det meste af sin arv til sin broder Johan 3. af Holsten.

## Ægteskab og børn
Gerhard giftede sig den 30. juli 1313 til Anastasia af Schwerin, en datter af Nicholas 1. af Schwerin, og havde følgende børn med hende (ca. 1291 efter 1316.): 
- Gerhard 5. af Holsten (ca. 1315 - 22. september 1350), greve af Holsten-Plön
- Ingeborg (ca 1316 - efter 1349), gift med grev Conrad 1. af Oldenborg; de var forældre til greve Christian 5. af Oldenburg